# Uspecifikke effekter af vacciner
Uspecifikke effekter af vacciner er betegnelse for de effekter, som rækker ud over den specifikke beskyttelse mod den eller de sygdomme, som en vaccine er designet til at beskytte imod. Uspecifikke effekter kan være meget positive, og yde beskyttelse mod andre sygdomme, men kan også være negative og medføre større modtagelighed overfor andre sygdomme. Dette afhænger af både vaccinetypen og barnets køn.
Alle de levende vacciner, som er blevet studeret indtil nu (BCG-vaccine, mæslingevaccine, oral poliovaccine og koppevaccine), har positive effekter og reducerer dødeligheden mere end beskyttelsen mod den specifikke sygdom kan forklare.
De inaktive vacciner (DTP-vaccine, hepatitis B-vaccine, inaktiveret poliovaccine) kan derimod have negative effekter og øge den samlede dødelighed, selvom de beskytter mod målsygdommene.
Disse effekter varer mindst frem til en anden vaccine bliver givet. De uspecifikke effekter påvirker den samlede dødelighed og sygelighed signifikant og har vist sig i nogle tilfælde at være større end effekten af de specifikke effekter.
De uspecifikke effekter skal ikke forveksles med bivirkninger af vacciner, som for eksempel feber, hovedpine eller kløe. I stedet giver de uspecifikke effekter sig udtryk i en generel styrkelse eller svækkelse af immunforsvaret.
Det vurderes, at omkring to en halv million børnedødsfald ville kunne undgås i lavtindkomstlande hvert år, hvis de uspecifikke effekter af vacciner blev taget med i overvejelserne, når man planlagde vaccinationsprogrammerne.

## Uspecifikke effekter i Danmark
Det meste forskning i uspecifikke effekter af vacciner er foregået i lavindkomstlande, men de uspecifikke effekter af vacciner ses også i Danmark. Således er den levende mæslinge-fåresyge-røde hunde-vaccine (MFR) forbundet med lavere risiko for at blive indlagt med infektionssygdomme, særligt lungebetændelser, og den beskytter specifikt mod en vigtig årsag til lungebetændelser hos de mindste børn, nemlig respiratorisk syncytialvirus (RSV).
Historiske studier af koppevaccinen og BCG-vaccinen, der nu ikke længere bruges i Danmark, har også vist uspecifikke gavnlige effekter af disse vacciner overfor hospitalsindlæggelser med infektioner, lymfekræft og astma.